# Villaveza del Agua (kommunhuvudort)
Villaveza del Agua är en kommunhuvudort i Spanien.   Den ligger i provinsen Provincia de Zamora och regionen Kastilien och Leon, i den nordvästra delen av landet, 230 km nordväst om huvudstaden Madrid. Villaveza del Agua ligger 708 meter över havet och antalet invånare är 262.
Terrängen runt Villaveza del Agua är platt. Runt Villaveza del Agua är det glesbefolkat, med 8 invånare per kvadratkilometer. Närmaste större samhälle är Benavente, 9,2 km norr om Villaveza del Agua. Trakten runt Villaveza del Agua består till största delen av jordbruksmark.